# باربرا توريس
باربرا توريس (بالإسبانية: Bárbara Torres)‏ هي مدرسة بيانو ‏ وممثلة أرجنتينية، ولدت في 9 مايو 1975 في مار دل بلاتا في الأرجنتين.

## وصلات خارجية
- باربرا توريس على موقع IMDb (الإنجليزية)
- باربرا توريس على موقع قاعدة بيانات الفيلم (الإنجليزية)